# Astrea (Cesar)
Astrea est une municipalité située dans le département de Cesar, en Colombie.